# ボンバーマンコレクション
『ボンバーマンコレクション』はハドソンから発売されたオムニバスゲームソフトのタイトル名。ゲームボーイとWindowsで同名のソフトが存在し、どちらも過去に発売された複数のボンバーマンシリーズの作品を1本にまとめたタイトルである。
ゲームボーイとWindowsのものはあくまで同名ソフトという範囲にとどまり、両者は本来違うソフトであるが本記事では両方扱う。

## ゲームボーイ用ソフト
1996年7月21日に発売されたゲームボーイ用ソフト。日本国内でのみ発売された。
収録内容は以下の通り。
- ボンバーボーイ
- ボンバーマンGB
- ボンバーマンGB2

## Windows用ソフト
北米版「BOMBERMAN COLLECTION」と同一内容のため、収録タイトルは海外版となっている。対応OSはWindows 98・Windows 2000・Windows Me・Windows XP。

### VOL.1
2002年12月19日に発売されたWindows用ソフト。
- ボンバーマン (PCエンジン)
- ボンバーマン'93
- ボンバーマンワールド (PlayStation)

### VOL.2
2004年4月15日に発売されたWindows用ソフト。
- スーパーボンバーマン
- スーパーボンバーマン2
- スーパーボンバーマン3
- ボンバーマン (PlayStation)